# Awesome City Club
Awesome City Club（オーサムシティクラブ）は、男女ツインヴォーカルを含む男性2人女性1人からなる日本の3人組バンド。略称は“ACC”、"オーサム"。所属事務所は株式会社RENI、所属レコード会社はエイベックス・エンタテインメント。所属レーベルは同社内のレーベルcutting edge。
ポップス/ロック/ソウル/R&B/ダンスミュージック等、メンバー自身の幅広いルーツをミックスした音楽性を持つ。また、Awesome City Club以外での個々の活動も盛んで、他者への楽曲提供やライブツアーへの参加、自身のアパレルブランドを立ち上げるなど、多方面で活動している。

## キャッチコピー
キャッチコピーは、2020年頃からは以下を使用している。
結成から2018年頃までは以下を使用していた。

## バンド名の由来
バンドというよりクラブ活動のようなみんなの個性が出る集合体を目指してマツザカタクミが「Club」という単語を選定。3単語がいいと思い、そこからカフェにメンバーで集まり話し合って「Awesome」という単語や、街の中に鳴っている音楽になったらいいなと「City」という単語が出てきて命名に至った。他の候補としてwelcomeやbeautifulがあったという。
マツザカタクミとatagiのふたりだけの時期には、アルバイト先の店長より「チャンポンズ（ちゃんぽんず）」というバンド名を提案されたこともあった。

## 来歴

### 結成まで
マツザカタクミが同じ渋谷道玄坂の音楽スタジオで働いていたatagiをバンドに誘った。当初はatagiは「絶対にやりたくない」と渋っていたが、2012年12月28日にatagiが結成を承諾したことでスタートする。可愛い女の子を入れたいと探していたところ、「ドラムやってる可愛い子いるよ」という噂を聞きつけてユキエをスカウトする。黒人の女の子ボーカリストを探していたが、その過程で相談したモリシーがギター担当として加入することになった。ボーカルが決まらず、レコーディング時に仮歌のつもりでボーカルをとったatagiが、そのままの位置におさまる。

### 始動、PORINの加入
2013年春、atagi、モリシー、マツザカタクミ、ユキエにより結成。マツザカタクミはリーダーという呼称は使わず、主宰を名乗っていた。結成時は、atagiがeyes of tiger、モリシーがBig Ben、マツザカタクミがHORROR SHOW、ユキエがbaby baby babyというように、それぞれマツザカタクミが考案したニックネームを名乗っていた。
8月17日、新代田FEVERでのMANGA SHOCKレコ発ツアー 『漫画衝撃ツアー東京編』への参加が初ライブ。同年9月には公式サイトを開設し、「愛ゆえに深度深い」と「Children」の2曲をSoundCloudで公開。また同年9月18日にはYouTubeにて「Children」のMVを公開した。「Children」のMVには、音楽スタジオにアルバイトとして入ってきたPORINをマツザカが勧誘し出演させた。以降、PORINはサポートメンバーとしてバンド活動に参加する。
2014年3月19日、オーストラリアのバンドSan Ciscoの来日公演のサポートアクトを務める。
2014年4月、サポートメンバーのPORIN（加入時はNYLONと名乗っていた）が正式に加入し、5人編成となる。
2014年10月10日、各メンバーの名前を改め、現在の名称に落ち着いた。
2014年12月9日、かねてより大ファンであったTahiti 80に来日公演でのサポートアクトを申し出たことから、出演が決まる。
レーベルや事務所には未所属のまま、CDを一切リリースせず、音源は全てSoundCloudやYouTubeを通じてWEB上で発表していた。早耳の音楽ファン、ブロガーはもちろんの事、「The Guardian」(UK) /「MTV IGGY」(USA)など海外メディアでもピックアップされるなど、WEBを中心に幅広く注目を集めはじめる。

### CONNECTONEからメジャーデビュー
2015年1月15日、TSUTAYA O-nestで開催された初の自主企画イベント「Awesome Talks -vol.0-」において、ビクターエンタテインメント内に設立された新レーベルCONNECTONE（コネクトーン）の第一弾アーティストとしてメジャー・デビューすることを発表。同年4月8日、mabanuaプロデュースの1stアルバム『Awesome City Tracks』をリリースし、iTunesロックチャートで1位を獲得する。7月10日よりクラウドファンディングサイト・CAMPFIREにて1stシングル「Outsider」の制作資金を募集する企画をスタート。 同年9月16日、初のメジャー流通盤となるセカンド・アルバム『Awesome City Tracks2』を発売。プロデュースは前作と同じくmabanuaが手掛けている。
2016年3月17日にファンクラブ「Awesome VIP Club」が発足し、18日には配信限定シングル「Vampire」をリリース。同年4月15日から、再びクラウドファンディング企画を「CAMPFIRE」にて実施。第二作目となるシングル「Don't Think, Feel」がメインのリターンとなった。6月に3rdアルバム『Awesome City Tracks 3』を発売。
2017年1月25日、4枚目となるアルバム『Awesome City Tracks4』をリリース。この作品にて「Awesome City Tracks」シリーズが完結となる。
同年4月よりアコースティックとバンドセットのワンマンツアーを実施。4月30日には、台湾・THE WALLにて初の海外公演を行った。

### avexへ移籍
2020年から所属レーベルをavex/cutting edgeに移籍、1月から3か月連続配信を行った。同年4月29日には、2ndフルアルバム『Grow apart』を配信リリース（パッケージは7月8日発売）。10月14日には、「ceremony」を配信リリース。
2021年1月28日付け「歌ネット注目度ランキング」とAWAのリアルタイム急上昇で「勿忘」がそれぞれ1位を記録。同年1月29日に公開された映画『花束みたいな恋をした』にて「勿忘」がインスパイアソングとして使用され、劇中にバンドメンバー全員が本人役として出演し、PORINは女優としても起用された。
11月15日に『第72回NHK紅白歌合戦』への初出場が内定し、当日はNHK放送センターからの中継という形で「勿忘」を歌唱した。
2025年4月8日、デビュー10周年記念企画「デジタルシングル10作連続リリース」の第1弾シングル「STEP!」をリリース。以後、毎月1作品つづ新曲を配信リリースする。また11日には、デビュー10周年キックオフ・イベント『Awesome Talks 〜Cheers to 10!!〜』を東京・恵比寿LIQUIDROOMで開催。対バンゲストとして、親交のあるmeiyo、フレデリックが出演した。

## メンバー
担当楽器は、過去に公式サイトの「BIOGRAPHY」に記載されていたものに準拠。2020年頃からは全員がいろいろな楽器に挑戦するようになり、明確な担当は記載されていない。
atagi（アタギ）

ボーカル、ギター担当。ほぼ全ての楽曲の作曲・作詞も担当。
PORIN（ポリン）

ボーカル担当。作詞も担当。
2013年9月からサポートメンバーとして参加、2014年4月から正式に加入した。
モリシー

ギター担当。

### 旧メンバー
マツザカタクミ
ベース、 シンセサイザー、ラップ担当。Awesome City Clubの主宰。オリジナルTシャツをはじめとするバンドの物販全般のデザインを手掛ける。
元「THIS IS PANIC」のメンバー。PORINと共にDJユニット「ぴんとしてシャン!」としても活動。
趣味は古着屋巡り、居酒屋巡り。帰国子女であり、海外在住時はモーニング娘。を愛聴していた。ラップ音楽を好み、エレファントラブをコピーすることから音楽活動をはじめた。
2019年8月14日に脱退。
ユキエ
ドラムス担当。結成時から加入、2020年8月28日に脱退。
1987年7月13日神奈川県横浜市生まれ、横浜市育ち。
13歳から芸能事務所に所属し、タレント活動をする。
16歳から「女の子がドラムやってるのって珍しくて良いかも」とドラムを始める。
2009年11月9日、三人組バンド「BobRins」を結成。2012年9月27日解散。
2012年10月からアメリカンスクールガールバンド「THE PARTYS」にサポートドラムとして参加。THE PARTYSではDAISYという名の自身の分身というコンセプトで参加していた。2014年4月10日脱退。
写真家の大城弘明は叔父。
小学校1年から空手を習っており、2016年7月の『シブヤノオト』（NHK G）出演時には形を披露した。「アウトサイダー」「今夜だけ間違いじゃないことにしてあげる」のMVでも型を披露している。
小学生の頃から椎名林檎の大ファン。
2022年5月11日、楓幸枝の名義でソロシンガーとしてデビュー。デビューシングル「ナンバ・ムッタ」を配信リリース。
2023年から幾田りらのドラムディレクターとしてテレビ出演やツアーに帯同。

## ディスコグラフィ

### シングル

#### 限定シングル
|     | 発売日        | タイトル                               | 初収録アルバム         |
| --- | ------------- | -------------------------------------- | ---------------------- |
| 1st | 2015年7月10日 | アウトサイダー                         | Awesome City Tracks 2  |
| 2nd | 2016年4月15日 | Don't Think, Feel                      | Awesome City Tracks 3  |
| 3rd | 2017年3月     | 今夜だけ間違いじゃないことにしてあげる | Awesome City Tracks 4  |
| 4th | 2017年8月16日 | ASAYAKE                                | Awesome City Club BEST |

#### 配信限定シングル
|      | 配信日         | タイトル                               | 規格                   | 初収録アルバム        |
| ---- | -------------- | -------------------------------------- | ---------------------- | --------------------- |
| 1st  | 2015年1月16日  | Lesson                                 | デジタル・ダウンロード | Awesome City Tracks   |
| 2nd  | 2015年7月10日  | アウトサイダー                         | デジタル・ダウンロード | Awesome City Tracks 2 |
| 3rd  | 2016年3月18日  | Vampire                                | デジタル・ダウンロード | Awesome City Tracks 3 |
| 4th  | 2016年11月25日 | 今夜だけ間違いじゃないことにしてあげる | デジタル・ダウンロード | Awesome City Tracks 4 |
| 5th  | 2018年6月27日  | SUNNY GIRL                             | デジタル・ダウンロード | Catch The One         |
| 6th  | 2018年8月22日  | 8月とモラトリー                        | デジタル・ダウンロード | Catch The One         |
| 7th  | 2018年10月17日 | 君はグランデ                           | デジタル・ダウンロード | Catch The One         |
| 8th  | 2020年1月15日  | アンビバレンス                         | デジタル・ダウンロード | Grow apart            |
| 9th  | 2020年2月12日  | ブルージー                             | デジタル・ダウンロード | Grow apart            |
| 10th | 2020年4月8日   | バイタルサイン                         | デジタル・ダウンロード | Grow apart            |
| 11th | 2020年10月14日 | ceremony                               | デジタル・ダウンロード | Grower                |
| 12th | 2021年4月21日  | またたき                               | デジタル・ダウンロード | Get Set               |
| 13th | 2021年6月29日  | color                                  | デジタル・ダウンロード | Get Set               |
| 14th | 2021年7月6日   | 夏の午後はコバルト                     | デジタル・ダウンロード | Get Set               |
| 15th | 2021年11月3日  | you                                    | デジタル・ダウンロード | Get Set               |
| 16th | 2021年11月24日 | 雪どけ                                 | デジタル・ダウンロード | Get Set               |
| 17th | 2021年12月15日 | 息させて                               | デジタル・ダウンロード | Get Set               |
| 18th | 2022年1月12日  | Life still goes on                     | デジタル・ダウンロード | Get Set               |
| 19th | 2022年2月21日  | On Your Mark                           | デジタル・ダウンロード | Get Set               |
| 20th | 2022年2月28日  | 楽園                                   | デジタル・ダウンロード | Get Set               |
| 21st | 2022年4月20日  | Good Morning                           | デジタル・ダウンロード | 未収録                |
| 22nd | 2022年10月21日 | Setting Sail 〜 モダンラブ・東京 〜    | デジタル・ダウンロード | 未収録                |
| 23rd | 2022年11月2日  | ユメ ユメ ユメ                         | デジタル・ダウンロード | 未収録                |
| 24th | 2023年3月8日   | Talkin' Talkin'                        | デジタル・ダウンロード | 未収録                |
| 25th | 2023年4月19日  | アイオライト                           | デジタル・ダウンロード | 未収録                |
| 26th | 2024年1月15日  | ヒカリ                                 | デジタル・ダウンロード | 未収録                |
| 27th | 2024年10月23日 | シャラランデヴー                       | デジタル・ダウンロード | 未収録                |
| 28th | 2025年4月8日   | STEP!                                  | デジタル・ダウンロード | 未収録                |
| 29th | 2025年5月7日   | 深海                                   | デジタル・ダウンロード | 未収録                |
| 30th | 2025年6月18日  | cosmos                                 | デジタル・ダウンロード | 未収録                |
| 31st | 2025年7月16日  | Run and Run                            | デジタル・ダウンロード | 未収録                |
| 32nd | 2025年8月13日  | スロウ・サマー                         | デジタル・ダウンロード | 未収録                |

|   | 配信日         | タイトル                       | 規格                   |
| - | -------------- | ------------------------------ | ---------------------- |
| - | 2021年11月16日 | 勿忘 - From THE FIRST TAKE     | デジタル・ダウンロード |
| - | 2021年11月16日 | またたき - From THE FIRST TAKE | デジタル・ダウンロード |

### EP
|     | 発売日        | タイトル | 規格   | 規格品番               | 最高位 |
| --- | ------------- | -------- | ------ | ---------------------- | ------ |
| 1st | 2018年3月14日 | TORSO    | CD+DVD | VIZL-1334 (初回限定盤) | 36位   |
| 1st | 2018年3月14日 | TORSO    | CD     | VICL-64967 (通常盤)    | 36位   |

### アルバム

#### デジタル・アルバム
|     | 配信日        | タイトル | 規格                   | 備考                                                                                |
| --- | ------------- | -------- | ---------------------- | ----------------------------------------------------------------------------------- |
| 1st | 2024年3月13日 | close:to | デジタル・ダウンロード | アルバム『Get Set』発売以降にリリースされたデジタルシングル曲をコンパイルした作品。 |

#### コレクション・アルバム
|     | 発売日        | タイトル              | 規格 | 規格品番   | 最高位 |
| --- | ------------- | --------------------- | ---- | ---------- | ------ |
| 1st | 2015年4月8日  | Awesome City Tracks   | CD   | NCS-10093  | 46位   |
| 2nd | 2015年9月16日 | Awesome City Tracks 2 | CD   | VICL-64421 | 50位   |
| 3rd | 2016年6月22日 | Awesome City Tracks 3 | CD   | VICL-64572 | 31位   |
| 4th | 2017年1月25日 | Awesome City Tracks 4 | CD   | VICL-64707 | 30位   |

#### ベスト・アルバム
|     | 発売日        | タイトル               | 規格   | 規格品番               | 最高位 |
| --- | ------------- | ---------------------- | ------ | ---------------------- | ------ |
| 1st | 2017年8月23日 | Awesome City Club BEST | CD+DVD | VIZL-1217 (初回限定盤) | 25位   |
| 1st | 2017年8月23日 | Awesome City Club BEST | CD     | VICL-64824 (通常盤)    | 25位   |

### 映像作品

#### ミュージックビデオ
| タイトル                               | 監督/Directed              | 公開日         | サポート / コラボ |               |
| -------------------------------------- | -------------------------- | -------------- | ----------------- | ------------- |
| 4月のマーチ                            | Eri Sawatari (Qotori Film) | 2015年3月25日  |                   | [ 60 ] [ 61 ] |
| アウトサイダー                         | 東市篤憲                   | 2015年8月17日  |                   | [ 62 ]        |
| Don’t Think, Feel                      | 東市篤憲                   | 2016年6月1日   | Gap、Droptokyo    | [ 63 ] [ 64 ] |
| 今夜だけ間違いじゃないことにしてあげる | 東市篤憲                   | 2016年12月14日 |                   | [ 65 ]        |
| 青春の胸騒ぎ                           | YOSHIROTTEN                | 2017年2月15日  |                   | [ 66 ]        |
| ダンシングファイター                   | 神口智志                   | 2018年2月26日  |                   | [ 67 ] [ 68 ] |
| アンビバレンス                         | 新保 拓人(SEP)             | 2020年1月15日  |                   | [ 69 ]        |
| バイタルサイン                         | ONIONSKIN                  | 2020年4月8日   |                   | [ 70 ]        |
| タイムスペース                         | Domu                       | 2020年5月6日   |                   | [ 71 ]        |
| ceremony                               | 木村豊 (Central67)         | 2020年11月9日  |                   | [ 72 ] [ 73 ] |
| ブルージー                             | PORIN                      | 2020年2月12日  |                   | [ 74 ]        |
| 最後の口づけの続きの口づけを           | NAO WATANABE               | 2020年7月8日   |                   | [ 75 ]        |
| 勿忘                                   | MIIKU SAKANISHI            | 2021年1月27日  |                   | [ 76 ]        |
| 湾岸で会いましょう                     |                            | 2021年2月24日  |                   | [ 77 ]        |
| またたき                               | 枝優花                     | 2021年5月21日  |                   | [ 78 ] [ 79 ] |
| Fractal                                | domu                       | 2021年6月25日  |                   | [ 80 ]        |
| 夏の午後はコバルト                     | 東市篤憲                   | 2021年8月3日   |                   |               |
| Setting Sail〜モダンラブ・東京〜       | Tai Nakazawa               | 2022年10月21日 |                   | [ 81 ]        |
| ユメ ユメ ユメ                         | SEIYA ITO (8sek)           | 2022年11月2日  |                   | [ 82 ]        |
| Talkin' Talkin'                        | Akari Eda                  | 2023年3月8日   |                   | [ 83 ]        |
| アイオライト                           | Kei Murotani               | 2023年4月19日  |                   | [ 84 ]        |
| ヒカリ                                 | Ryoma Kosasa               | 2024年1月31日  |                   | [ 85 ]        |
| シャラランデヴー                       | 田辺秀伸                   | 2024年10月23日 |                   | [ 86 ] [ 87 ] |
| STEP!                                  | 田辺秀伸                   | 2025年4月8日   |                   | [ 88 ]        |
| cosmos                                 | Basil Kräher               | 2025年6月18日  |                   | [ 57 ]        |
| Run and Run                            | Shohei Ohmae               | 2025年7月16日  |                   | [ 58 ]        |

## タイアップ一覧
| 起用年 | 曲名                                   | タイアップ                                                                                                 |
| ------ | -------------------------------------- | --- |
| 2016年 | Vampire                                | H.I.S.「楽しさがとまらない マカオ」CMソング                                                                |
| 2016年 | Don't Think, Feel                      | Google Play Music「音楽のある生活・ランニング篇」CMソング                                                  |
| 2017年 | 今夜だけ間違いじゃないことにしてあげる | フジテレビ系木曜劇場『嫌われる勇気』スピンオフドラマ『道子とキライちゃんの相談室』主題歌                   |
| 2017年 | 今夜だけ間違いじゃないことにしてあげる | AbemaTV『AbemaPrime』2017年4月 - 2018年3月オープニングテーマ                                               |
| 2017年 | ASAYAKE                                | AbemaTV『AbemaPrime』2017年10月エンディングテーマ                                                          |
| 2017年 | yesから二人始めましょう                | ドレッセ横浜十日市場スペシャルアニメーション『未来色の風景-十日市場に暮らす3つの家族の物語-』主題歌        |
| 2018年 | アウトサイダー                         | 秋田朝日放送『サタナビっ!』テーマ曲（2018年1月 - ）                                                        |
| 2018年 | Magnet                                 | 映画『レオン』エンディングテーマ                                                                           |
| 2018年 | ダンシングファイター                   | BSフジ『SWIPE GIRLS』エンディングテーマ                                                                    |
| 2018年 | ダンシングファイター                   | プリンスホテル「軽井沢・プリンスショッピングプラザ」CMソング                                               |
| 2018年 | SUNNY GIRL                             | プリンスホテル「軽井沢・プリンスショッピングプラザ」CMソング                                               |
| 2020年 | タイムスペース                         | スポーツデポ・アルペン「TIGORAアウターコレクション」TVCMソング                                             |
| 2020年 | バイタルサイン                         | スポーツデポ・アルペン「カウントダウンセール」TVCMソング                                                   |
| 2020年 | ceremony                               | 三井アウトレットパーク「WINTER SALE」全国CMソング                                                          |
| 2020年 | 勿忘                                   | 映画『花束みたいな恋をした』インスパイアソング                                                             |
| 2021年 | アウトサイダー                         | 映画『花束みたいな恋をした』劇中歌                                                                         |
| 2021年 | 今夜だけ間違いじゃないことにしてあげる | 映画『花束みたいな恋をした』劇中歌                                                                         |
| 2021年 | ダンシングファイター                   | 映画『花束みたいな恋をした』劇中歌                                                                         |
| 2021年 | Don't Think, Feel                      | 映画『花束みたいな恋をした』劇中歌                                                                         |
| 2021年 | Lesson                                 | 映画『花束みたいな恋をした』劇中歌                                                                         |
| 2021年 | 勿忘                                   | テレビ東京系『有吉ぃぃeeeee!そうだ!今からお前んチでゲームしない?』2月の勝手にEDテーマ（第102話 - 第103話） |
| 2021年 | 湾岸で会いましょう feat. PES           | スポーツデポ・アルペン「PAINT NEW DAYS:Awesome City Club meets NIKE」CMソング                              |
| 2021年 | 夏の午後はコバルト                     | カンテレ・フジテレビ系火9ドラマ『彼女はキレイだった』オープニングテーマ                                    |
| 2021年 | Sing out loud, Bring it on down        | AVIOT 完全ワイヤレスイヤホン「TE-D01t」タイアップアーティスト/Webムービーコラボソング                      |
| 2021年 | color                                  | ハーゲンダッツ webCMソング                                                                                 |
| 2021年 | 今夜だけ間違いじゃないことにしてあげる | ABEMA『隣の恋は青く見える2』主題歌                                                                         |
| 2021年 | groove on!                             | ダイハツ工業「タフト」CMソング                                                                             |
| 2021年 | 雪どけ                                 | 「バーチャル渋谷 au 5G X'mas 2021」テーマソング                                                            |
| 2022年 | またたき                               | 富山テレビ「卒うた」テーマソング                                                                           |
| 2022年 | On Your Mark                           | NHKアニメ『アニ×パラ〜あなたのヒーローは誰ですか〜 第13弾 パラアルペンスキー』主題歌                       |
| 2022年 | 雪どけ                                 | 寝具ブランド「NELL」コンセプトWebドラマ『ワタシとワタシの過ごし方』タイアップ楽曲                          |
| 2022年 | 楽園                                   | ブランド「AMPHI」2022年春夏シーズン コンセプトムービータイアップソング                                     |
| 2022年 | Good Morning                           | テレビ朝日系『グッド!モーニング』テーマソング                                                              |
| 2022年 | ランブル                               | テレビ東京系ドラマプレミア23『吉祥寺ルーザーズ』エンディングテーマ                                         |
| 2023年 | またたき                               | 富山テレビ・長野放送「卒うた」テーマソング                                                                 |
| 2023年 | またたき                               | 富山テレビ『bbt music selection』3月エンディングナンバー                                                   |
| 2023年 | Talkin' Talkin'                        | 『SHIBUYA MARK CITY CITY POP PROJECT』イメージソング                                                       |
| 2023年 | アイオライト                           | TBS系 火曜ドラマ『王様に捧ぐ薬指』挿入歌                                                                   |
| 2024年 | ヒカリ                                 | 日本テレビ系水曜ドラマ『となりのナースエイド』主題歌                                                       |

## 主なライブ

### 自主企画
- 2015年01月15日 - Awesome Talks -vol.0-（出演：Sugar's Campaign、Yogee New Waves、DJタイラダイスケ）会場は渋谷TSUTAYA O-nest

※会場の装飾とBGM選曲をPORINが手掛け、特別メニューとして販売されたオリジナルカレーの監修をユキエが担当した。
- 2015年04月03日 - Awesome Talks -vol.1-（出演：吉田ヨウヘイgroup、髭(HiGE)、DJ木下理樹）会場は渋谷WWW

※来場者に専用の携帯アプリにより新曲「It’s So Fine」の視聴が可能となるバーチャル7inchコースターが配布された。ライブ中の演出はリアルタイムで複数のスノードームをスクリーンに投影するもので、フェス・イベントクリエイターの森正志（THE FOREST）が手掛けた。
- 2015年08月21日 - Awesome Talks -vol.2-（出演：GREAT3、group inou、DJサイトウ”JxJx”ジュン）会場は渋谷WWW

※ライブ本編では、イベント開催時点で未発売のアルバム『Awesome City Tracks2』が収録順通りに再現された。来場者に専用の携帯アプリにより「Pray」の視聴が可能となるバーチャル7inchコースターが配布された。ライブ中の演出はステージ後方の大型スクリーンおよび五つの立札型スクリーンに映像を投影するもので、Awesome Cityの風景や物語を、窓枠や絵画のように切り取って、曲の魅力を一つのイメージと供になぞっていくというコンセプトをもとにフェス・イベントクリエイターの森正志（THE FOREST）が手掛けた。
- 2016年03月17日 - Awesome Talks -vol.3-（出演：APOGEE、シンリズム、DJ鹿野淳）会場は渋谷CLUB QUATTRO

※会場では、ロビー、エントランスにおいて、Awesome City Clubにまつわる人々が提供した物品によるギャラリー風の展示を実施した。来場者に専用の携帯アプリにより新曲「Vampire」の視聴が可能となるバーチャル7inchコースターが配布された。
- 2016年03月22日 - Awesome Talks -vol.4-（出演：the band apart、DJ飯室大吾）会場は大阪MUSE
- 2016年11月07日 - Awesome Talks -vol.5-（出演：東京カランコロン）会場は大阪umeda AKASO

※ステージセットは、UFO、ポテトフライ、ヤシの木などがモニュメント風に乱立する、マツザカタクミ曰く「flaming lipsよろしくなサイケなステージ」となっており、フェス・イベントクリエイターの森正志が手掛けた。来場者に専用の携帯アプリにより新曲「今夜だけ間違いじゃないことにしてあげる」の視聴が可能となるバーチャル7inchコースターが配布された。
- 2016年11月24日 - Awesome Talks -vol.6-（出演：never young beach）会場は渋谷TSUTAYA O-EAST

※ステージセットには、Awesome Talks -vol.5のものに加え、巨大な灯篭、巨大化する観音像などが加わった。
- 2016年12月8日 - porinroom（出演：内田万里（ふくろうず）、Alec（HAPPY）、DJ TOMMY）会場は渋谷HOME

※PORIN単独の自主企画。PORINの弾き語りでは、映画『ヴァージン・スーサイズ』の映像をバックに映写する演出が行われた。DJのTOMMYは、たこ焼きを作りながらDJを行なった。
- 2017年08月24日 - Awesome Talks vol.9（出演：iri））会場はLIQUIDROOM

### インストアイベント
- 2015年04月18日 -『Awesome City Tracks』発売記念アコースティックミニライブ&サイン会　タワーレコード難波店 5Fイベントスペース
- 2015年04月19日 -『Awesome City Tracks』発売記念アコースティックミニライブ&サイン会　タワーレコード名古屋パルコ店 店内イベントスペース
- 2015年04月29日 -『Awesome City Tracks』発売記念アコースティックライブ&サイン会　タワーレコード渋谷店1Fイベントスペース
- 2015年09月26日 -2nd Album『Awesome City Tracks 2』リリース記念ミニライブ　タワーレコード渋谷店 B1F「CUTUP STUDIO」
- 2015年10月04日 -2nd Album『Awesome City Tracks 2』リリース記念イベント「アコースティックミニライブ＆ジャケットサイン会」タワーレコード新宿店7Fイベントスペース
- 2015年10月23日 -2nd Album『Awesome City Tracks 2』リリース記念イベント「アコースティックミニライブ＆ジャケットサイン会」タワーレコード 名古屋パルコ店 店内イベントスペース
- 2015年10月25日 -2nd Album『Awesome City Tracks 2』リリース記念イベント「アコースティックミニライブ」タワーレコード梅田NU茶屋町店イベントスペース
- 2016年06月22日 -3rd Album『Awesome City Tracks 3』リリース記念イベント「アコースティックミニライブ＆ジャケットサイン会」タワーレコード新宿店 7Fイベントスペース※ライブの模様がUstreamにて生配信された。
- 2016年06月24日 –3rd Album『Awesome City Tracks 3』リリース記念イベント「アコースティックミニライブ＆ジャケットサイン会」タワーレコード梅田NU茶屋町店イベントスペース
- 2016年07月01日 –3rd Album『Awesome City Tracks 3』リリース記念ミニライブ　タワーレコード渋谷店 B1F「CUTUP STUDIO」
- 2016年07月15日 –3rd Album『Awesome City Tracks 3』リリース記念イベント「アコースティックミニライブ＆ジャケットサイン会」タワーレコード 名古屋パルコ店 店内イベントスペース

## 出演

### テレビドラマ
- 吉祥寺ルーザーズ 第8話（2022年5月30日、テレビ東京） - ストリートミュージシャン 役[121]

### テレビ番組
- 高見沢俊彦の美味しい音楽 美しいメシ（2024年8月2日、BS朝日）[122]

### 映画
- 花束みたいな恋をした（2021年1月29日公開）[30]

### NHK紅白歌合戦出場歴
| 年度   | 放送回 | 回 | 曲目 | 備考   |
| ------ | ------ | -- | ---- | ------ |
| 2021年 | 第72回 | 初 | 勿忘 | 初出場 |